# Maennolsheim

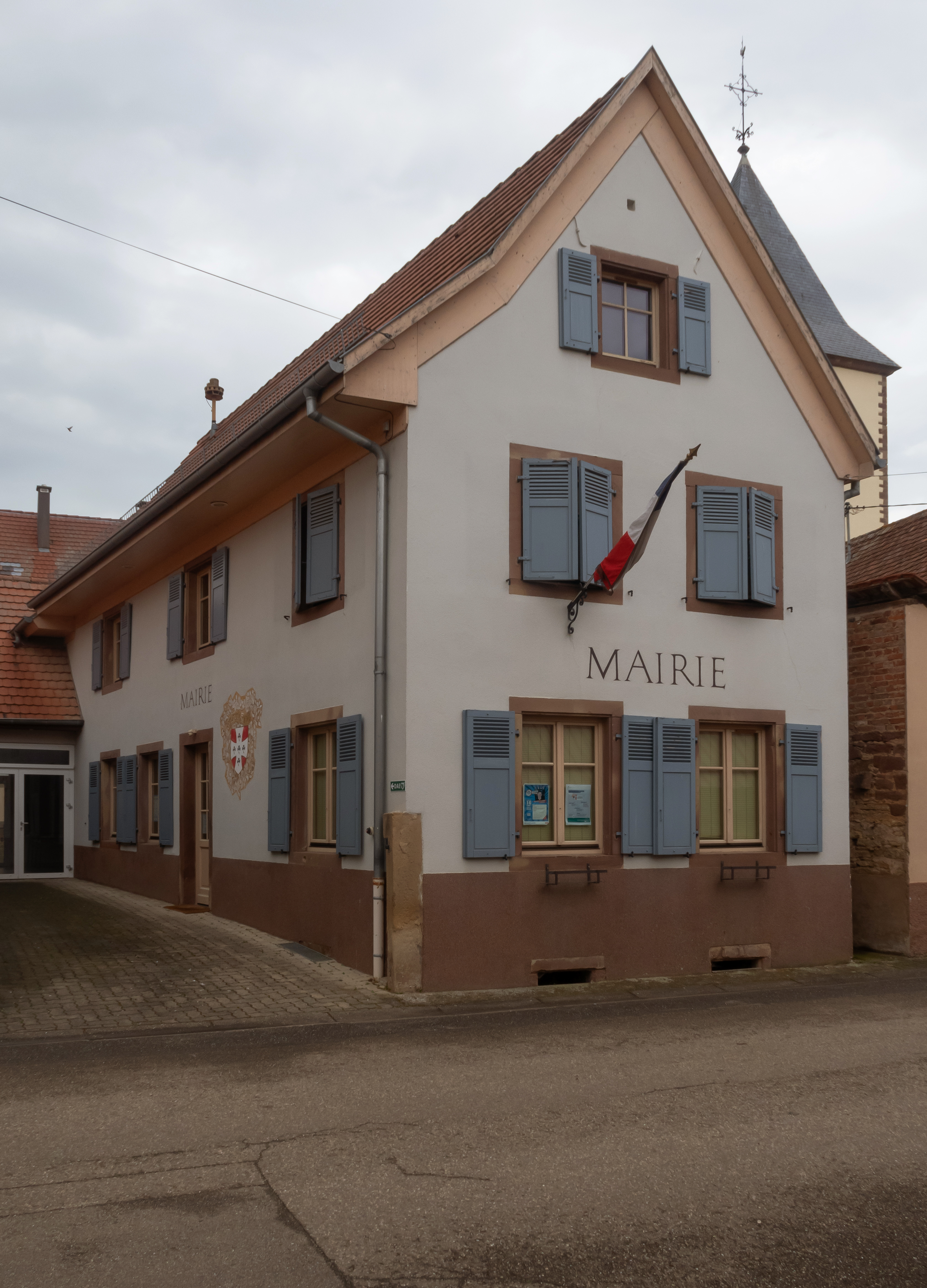

Maennolsheim is een gemeente in het Franse departement Bas-Rhin (regio Grand Est) en telt 172 inwoners (2005). De plaats maakt deel uit van het arrondissement Saverne.

## Geografie
De oppervlakte van Maennolsheim bedraagt 2,7 km², de bevolkingsdichtheid is 63,7 inwoners per km².
De onderstaande kaart toont de ligging van Maennolsheim met de belangrijkste infrastructuur en aangrenzende gemeenten.

## Demografie
Onderstaande figuur toont het verloop van het inwonertal (bron: INSEE-tellingen).